# قدوره موسی
قدوره موسی (قدوره موسی)؛ (درگذشته: ۲۰۱۲) که بعضاً بنام قدوره محافظ نیز معرفی می‌شود استاندار استان جنین در حکومت خودگردان فلسطین در شمال کرانه باختری رود اردن است.

## پرونده شخصی بین‌المللی
قدوره موسی مدیر سازمان فتح به رهبری یاسر عرفات در سال ۲۰۰۲ در شمال کرانه غربی است. علت این انتصاب به اعلام رسمی کشته شدن ۵۶ فلسطینی در قتل‌عام جنین بر می‌گردد که سخنگویان فلسطینی خارج اردوگاه قبلاً تعداد را حدود ۵۰۰ نفر اعلام کرده بودند و یک سخنگوی اسرائیل که وارد اردوگاه شده بود اعلام کرد که این تعداد بین ۱۵۰ تا ۲۵۰ است.

## درگذشت
براساس آنچه مجاهد ربیه سخنگوی پلیس ابراز داشت در حوالی ساعت ۱۱٬۳۰ بعدازظهر روز اول مه ۲۰۱۲ تعدادی مهاجم ناشناس بر روی خانه موسی در جنین آتش باز کردند. رئیس دفتر حسین العراج به خبرگزاری فلسطین گفت که وی هنگامی که به همراه مسؤلان امنیتی برای بررسی وضعیت امنیتی در شهر از منزل خارج شده بود مورد تهاجم قرار گرفته‌است. وی را درحالی که از درد در ناحیه قلب رنج می‌برد درساعات اول روز ۲ مه ۲۰۱۲ به بیمارستان دولتی جنین منتقل کردند که به همین علت در بهداری مرکزی درگذشت. درتشیع جنازه وی هزاران نفر از شهرهای مختلف کرانه غربی شرکت کردند.